# Неи Кери (1934 – 1938)
„Неи Кери“ (на гръцки: «Νέοι Καιροί», в превод Нови времена) е гръцки вестник, издаван в град Лерин (Флорина), Гърция в 1928 година.

## История
Вестникът започва да излиза в 1934 година. Негов издател е Николаос Войкос. Вестникът спира да излиза в 1938 година, когато, при установяването на диктатурата на Йоанис Метаксас, е спрян със заповед на областния управител (номарха) на ном Лерин Йоанис Цакцирас.